# 雲林縣立建國國民中學
雲林縣立建國國民中學（英語校名：Yunlin County Jianguo Junior High School，縮寫JGJH），簡稱建國國中，是雲林縣北港鎮的一所國民中學。位於雲林縣北港鎮大同路468號。常與鎮上另一所國中做比較，即雲林縣立北港國民中學。其南棟折版教為雲林縣歷史建築蹟。

## 校史
設校之初，覓定北港鎮西郊大同路旁糖廠農地1.8557公頃，收購為校地，1968年8月奉准設校，取名「建國」並派龔顯塘為首任校長。
1968年9月9日正式開學，初暫借北辰國小教室上課，10月27日始遷入現址新校舍。該校逐年擴充班級，增建教室，充實設備。1979年8月龔顯塘任期屆滿調任北港國中，由王淵景接任。1993年8月王淵景奉准退休，由楊明芳接掌視事。2001年8月，楊明芳兩任屆滿調至元長國中，由爐富森接掌視事。2007年2月，爐富森奉准退休，由呂忠儀接任校長。2015年2月，呂忠儀奉准退休，由學務主任黃基津代理校長，同年8月，林吉城初任該校校長，接掌校務。林吉城任滿7年後，在2022年8月1日調任斗六國中，由方廷彰接任建國國中校長。1

## 外部連結
- 官方网站 （繁體中文）